# Apax Partners
Apax Partners, LLP (kurz Apax) ist ein Investmentunternehmen für privates Beteiligungskapital. Das Unternehmen operiert in den Vereinigten Staaten, Europa, Asien und Israel. Apax unterhält Geschäftsstellen in Hongkong, London, Mumbai, München, New York, Shanghai und Tel Aviv. Es besteht ein gleichnamiges Unternehmen in Frankreich, Apax Partners, SAS mit Sitz in Paris; trotz des gemeinsamen Namens und gemeinsamer Wurzeln sind beide Unternehmen voneinander unabhängig.

## Unternehmensprofil
Apax betreut etwa 60 Milliarden US-Dollar an Einlagen und sieht seinen Anlageschwerpunkt in den Branchen Telekommunikation, IT, Einzelhandel, Medien, Gesundheits- und Finanzdienstleistungen. Das französische Unternehmen betreut etwa 4,5 Mrd. Euros.

## Geschichte
Im Jahr 1972 gründete der in Ägypten als Sohn jüdischer Einwanderer geborene Brite Sir Ronald Cohen (* 1945) die Venture-Capital-Gesellschaft Multinational Management Group. In Zusammenarbeit mit seinem Geschäftspartner Maurice Tchénio wurden Büros in England, Frankreich und den USA unter dem Namen MMG eröffnet.
Unabhängig von dieser Entwicklung gründete der Amerikaner Alan Patricof (* 1934) im Jahr 1969 in den USA das Unternehmen Alan Patricof Associates (APA). 1977 schlossen sich die drei Gründer zu APAX zusammen. Im Jahr 1980 wurde in den USA der erste Fonds über 25 Millionen US-Dollar begeben, 1981 folgte der erste Fonds in England über die Summe von 10 Millionen Pfund.
Auf Drängen der Investoren wurde 1999 der erste pan-europäische Fonds gegründet, der die Aktivitäten der europäischen und des israelischen Büros bündeln sollte. Im selben Jahr wurde der Apax-Globis-Fonds in Japan aufgesetzt.
2001 wurde der Name des US-Unternehmens in Apax Partners Inc. umbenannt, 2002 schlossen sich die Büros in Europa und den USA zu Apax Partners Worldwide LLP zusammen. Die französischen Aktivitäten laufen allerdings weitgehend unabhängig unter eigenen Fonds.
Nach der Ankündigung Ronald Cohens, er wolle sich aus der Geschäftsführung zurückziehen, leitete von Januar 2004 bis Januar 2014 Martin Halusa als weltweiter CEO das Unternehmen. Patricof schied ebenfalls aus dem Unternehmen aus und gründete die Beteiligungsgesellschaft Greycroft. Tchénio ist der derzeitige Chairman und CEO der französischen Apax Partners.
Im April 2005 erfolgte der Zusammenschluss mit Saunders Karp & Megrue, einem auf Übernahmen spezialisierten US-Unternehmen. Beide Unternehmen firmieren seitdem unter dem Namen Apax Partners, L.P.

## Beteiligungen

### Beteiligungen in Deutschland
Es bestehen bzw. bestanden unter anderem Engagements in den folgenden deutschen Unternehmen:
- Bundesdruckerei, erworben im Jahr 2000, 2002 im Rahmen einer drohenden Zahlungsunfähigkeit verkauft.
- Ciao.de, ursprüngliches start-up Investment im Jahr 2000, Ausstieg im September 2005.
- Kabel Deutschland, 2003 gemeinsam mit Goldman Sachs Capital Partners und Providence Equity erworben, im Jahr 2006 alle Anteile an Providence Equity abgegeben.
- CBR Holding, 2004 gemeinsam mit Cinven erworben, 2007 an EQT veräußert.
- LR Health & Beauty Systems GmbH, übernahm Ende 2004 eine Minderheitsbeteiligung und besaß von Januar 2009 bis Dezember 2012 die Mehrheit im Unternehmen, das danach veräußert wurde.
- Tropolys, 2004 erworben und 2006 mit Versatel Deutschland verschmolzen; seit April 2007 ist Versatel an der Börse, Apax ist weiterhin ein bedeutender Aktionär.
- Netrada (ehemals D+S Europe)[4], April 2008; im Januar 2014 an Arvato veräußert
- Sophos, im Mai 2010 wurden 70 Prozent der Unternehmensanteile übernommen[5]
- Takko, seit Dezember 2010[6]
- neuraxpharm Arzneimittel GmbH, im Jahr 2016 wurden alle Anteile übernommen.

### Weltweite Beteiligungen außerhalb Deutschlands
- Merlin Entertainments Group, Management-Buy-Out 1999, finanziert durch Royal Bank of Scotland und rekapitalisiert durch HypoVereinsbank, 2004 Verkauf an Hermes Private Equity[7]
- Matterhorn Mobile SA, 100-%-Inhaber des schweizerischen Telekommunikationsunternehmens Salt Mobile.[8]

Im selben Jahr hatte Apax Partners die Tommy Hilfiger Corporation, welche vorher selbst dem Modeschöpfer Tommy Hilfiger gehörte, für 1,6 Milliarden Dollar gekauft. Zur Tommy Hilfiger Corporation gehörte seit Ende 2004 auch die Marke Karl Lagerfeld SAS.
Im März 2010 wurde bekannt, dass der amerikanische Modekonzern Phillips-Van Heusen für umgerechnet 2,2 Milliarden Euro die Tommy Hilfiger Corporation von Apax Partners bis spätestens Herbst 2010 übernehmen wird.
Die Marke Karl Lagerfeld SAS war nicht Teil des Verkaufs und verblieb bei Apax Partners.
Im Februar 2012 kaufte Apax die Mobilfunkmarke "Orange Schweiz" für umgerechnet 1,6 Milliarden Schweizer Franken.
Im Juli 2016 verkaufte Apax Partners seine Beteiligung an Epicor für einen unbekannten Betrag an KKR.

### Aktuelle Beteiligungen (ohne Fondsbeteilgungen des französischen Apax)
Stand Oktober 2021:
| Unternehmen                | Tätigkeit              | Sitz                              | Kaufjahr |
| -------------------------- | ---------------------- | --------------------------------- | -------- |
| Apollo Hospitals           | Gesundheit             | Indien                            | 2007     |
| Aptos, Inc.                | Technologie            | Saint-Laurent (Montreal), Kanada  | 2015     |
| AssuredPartners            |                        | Lake Mary (Florida), USA          | 2015     |
| Attenti                    |                        | Tel Aviv, Israel                  | 2017     |
| Authority Brands           |                        | Suite, USA                        | 2018     |
| Auto Trader Group          | Automobile             | UK                                | 2007     |
| Azelis S.A.                | Chemie                 | Belgien                           | 2015     |
| Azentio                    | Technologie            | Singapur                          | 2021     |
| Azimut                     | Vermögensverwaltung    | Italien                           | 2001     |
| Baltic Classifieds Group   |                        | Wilna, Litauen                    | 2019     |
| Bankrate                   | Finanzen               | USA                               | 2009     |
| Bezeq                      | Telekommunikation      | Israel                            | 2005     |
| BoatsGroup                 | Software               | Miami, USA                        | 2016     |
| Cadence Education          | Lehrbetrieb            | USA                               | 2020     |
| Candela                    | Medizintechnik         | USA                               | 2017     |
| Capio AB                   | Gesundheit             | Schweden                          | 2006     |
| CBR                        | Kleidung               | Deutschland                       | 2004     |
| Chola                      | Finanzdienstleistungen | Indien                            | 2014     |
| ClassPass                  | Software               | New York, USA                     | 2020     |
| Comax                      | Software               | Israel                            | 2021     |
| Coalfire Systems           | Cybersecurity          | USA                               | 2020     |
| Cole Haan                  |                        | New York                          | 2012     |
| Dealer.com                 | Internetlösungen       | USA                               | 2011     |
| Duck Creek Technologies    | Software               | Boston, USA                       | 2016     |
| ECI                        | Software               | Fort Worth, USA                   | 2017     |
| Engineering                | Software               | Rom, Italien                      | 2016     |
| Epicor                     | Software               | USA                               | 2011     |
| EVERIS                     |                        |                                   |          |
| EVRY                       | Technologie            |                                   | 2015     |
| Exact Software             | Software               | Holland                           | 2015     |
| Farmafactoring             | Kreditmanagement       | Italien                           | 2006     |
| Faculty                    | Künstliche Intelligenz | UK                                | 2021     |
| Focus Wickes               |                        |                                   |          |
| Fractal Analytics          | Analytik               | Indien                            | 2019     |
| Full Beauty                | Kleidung               | USA                               | 2015     |
| Gama Life                  | Versicherungen         | UK                                | 2019     |
| Garda                      | Logistik               | Kanada                            | 2012     |
| Genex                      | Gesundheitswesen       | USA                               | 2014     |
| Genius Sports              | Technologie            | London, Vereinigtes Königreich    | 2018     |
| General Healthcare Group   | Klinikbetreiber        | London                            | 2006     |
| Global-e                   | E-Commerce             | Petach Tikva, Israel              | 2018     |
| GlobalLogic Inc.           |                        |                                   |          |
| Go Global Travel           | Reise-Technologie      | Bnei-Brak, Israel                 | 2017     |
| Golden Jaguar              |                        |                                   |          |
| Grupo Itevelesa            | Dienstleistungen       | Spanien                           | 2014     |
| Guetsy                     | Technologie            | Israel                            | 2021     |
| Guotai Junan Securities    | Finanztechnologien     | Schanghai, Volksrepublik China    | 2017     |
| Healthium MedTech          | Medizin                | Bangalore, Indien                 | 2018     |
| Herjavec                   | Technologie            | USA                               | 2021     |
| Huarong                    |                        |                                   |          |
| Huayue Education           | Bildung                | Peking, Volksrepublik China       | 2019     |
| Hub International          | Dienstleistungen       | USA                               | 2007     |
| Ideal Protein              | Diätprodukte           | Gatineau                          | 2015     |
| Idealista                  |                        | Madrid                            | 2015     |
| IFCO Systems               | Dienstleistungen       | Holland                           | 2003     |
| iGate                      | Technologie            | Indien                            | 2011     |
| Infogain                   | Technologie            | USA                               | 2021     |
| Inmarsat                   | Satelliten             | London, Vereinigtes Königreich    | 2019     |
| InnovAge                   |                        |                                   |          |
| Intelsat                   | Satelliten             | Bermuda                           | 2005     |
| Kabel Deutschland          |                        |                                   |          |
| KAR Global                 | Internet               | USA 2020                          |          |
| Karl Lagerfeld             | Mode                   | Paris, Frankreich                 | 2006     |
| Kepro                      |                        | Harrisburg, USA                   | 2017     |
| Lexitas                    | Technologie            | Houston, USA                      | 2019     |
| LR Health and Beauty       | Kosmetik/Gesundheit    | Deutschland                       | 2004     |
| Lutech                     | Technologie            | Italien                           | 2021     |
| Manappuram Finance         | Finanzen               | Thrissur, Indien                  | 2017     |
| Matchesfashion             | Mode                   | London, Vereinigtes Königreich    | 2017     |
| Max                        | Einzelhandel           | Israel                            | 2017     |
| MetaMetrics                | Technologie            | Durham, USA                       | 2019     |
| Moda Operandi              | Online-Handel          | New York, USA                     | 2017     |
| Mölnlycke                  | Gesundheitswesen       | Schweden                          | 2005     |
| MyCase                     | Technologie            | USA                               | 2020     |
| Neobpo                     | Technologie            | Brasilien                         | 2010     |
| Netrada                    | Internet               | Deutschland                       | 2008     |
| Neuraxpharm                | Pharma                 | Luxemburg                         | 2016     |
| New Look                   | Kleidung               | UK                                | 2004     |
| Nulo                       | Tierfutter             | USA                               | 2021     |
| NXP                        | Technologie            | Holand                            | 2006     |
| One Call Care Management   | Gesundheitswesen       | USA                               | 2013     |
| Orange Communications      | Mobilfunk              | Schweiz                           | 2012     |
| Panrico                    |                        |                                   |          |
| PIB Group                  | Versicherungen         | UK                                | 2021     |
| Paradigm                   | Technologie            | UK                                | 2012     |
| Paycor                     | Software               | Cincinnati, USA                   | 2018     |
| Phillips-Van Heusen        | Internet               | 2003                              | USA      |
| Plantasjen                 | Gartenzubehör          | Norwegen                          | 2007     |
| Pricefx                    | Software               | Deutschland                       | 2020     |
| Prove                      | Software               | USA                               | 2020     |
| Psagot                     |                        | Tel Aviv                          | 2010     |
| Qualitest                  | Pharmazie              | USA                               | 2007     |
| Quality Distribution       | Tankwagentransporte    | Tampa                             | 2015     |
| Ramet Trom                 | Baumaterialien         | Or Yehuda, Israel                 | 2018     |
| Revolution Prep            | Technologie            | USA                               | 2021     |
| Rhiag                      | Automobilindustrie     | Italien                           | 2013     |
| Rodenstock                 | Gesundheitswesen       | Deutschland                       | 2021     |
| Rue21 Inc                  | Kleidung               | USA                               | 2013     |
| S.R. Accord                | Finanzen               | Ramla, Israel                     | 2019     |
| Safetykleen                | Chemie                 | Brentford, Vereinigtes Königreich | 2017     |
| SavATree                   | Dienstleistungen       | USA                               | 2021     |
| Schulz Catering            |                        | Ramat Gan, Israel                 | 2015     |
| Shriram City Union Finance |                        | Mylapore, Indien                  | 2015     |
| Signavio                   | Software               | Berlin, Deutschland               | 2019     |
| Solita                     | Digital Technologie    | Tampere, Finnland                 | 2018     |
| Somerfield                 | Detailhandel           | UK                                | 2005     |
| Sophos                     | Computer-„Sicherheit“  | Abingdon                          | 2010     |
| SouFun                     | Immobilien             | China                             | 2010     |
| SoYoung                    | Online-Handel          | Volksrepublik China               | 2018     |
| Sulo                       | Dienstleistungen       | Deutschland                       | 2003     |
| Takko Fashion              | Bekleidungskette       | Telgte, Deutschland               | 2011     |
| TDC                        | Technologie            | Dänemark                          | 2005     |
| Ten10                      | Tankstellen            | Natania, Israel                   | 2017     |
| Thought Works              | Software               | Chicago, Vereinigte Staaten       | 2017     |
| Tide                       | Technologie            | UK                                | 2021     |
| Tim Hellas                 |                        |                                   |          |
| TIVIT                      |                        | São Paulo, Brasilien              | 2010     |
| Tnuva                      | Nahrungsmittel         | Israel                            | 2008     |
| Tommy Hilfiger             | Kleidung               | USA                               | 2006     |
| Tosca Services             | Logistik               | Atlanta, Vereinigte Staaten       | 2017     |
| Trade Me                   | Marketing              | Auckland, Neuseeland              | 2019     |
| Trader Corporation         | Medien                 | Kanada                            | 2011     |
| Travelex                   |                        |                                   |          |
| Tri Zetto Corporation      | Gesundheitswesen       | USA                               | 2008     |
| Unilabs                    | Diagnostik             | Genf, Belgien                     | 2017     |
| Verint Systems Inc.        | Technologie            | USA                               | 2020     |
| Versatel                   |                        |                                   |          |
| Vyaire Medical             | Medizintechnik         | Lake Forest, Vereinigte Staaten   | 2016     |
| Wehkamp                    |                        | Zwolle, Niederlande               | 2015     |
| Wizeline                   | Software               | San Francisco, Vereinigte Staaten | 2018     |
| Zap Group                  |                        | Petach Tikwa, Israel              | 2015     |
| Zeneus Pharma              |                        |                                   |          |
| Zensar Technologies        |                        | Pune, Indien                      | 2015     |